# Anne Leahy
Anne Suzanne Lucette Leahy (* 18. November 1952 in Québec (Stadt), Quebec) ist eine kanadische Botschafterin.

## Leben
Anne Leahy studierte Betriebswirtschaft und Russisch.
Von 1974 bis 1976 war Anne Leahy bei der Vertretung der kanadischen Regierung bei der EU in Brüssel, von 1980 bis 1982 in Moskau akkreditiert.
Von 1982 bis 1986 war sie bei der OECD an der Vorbereitung des MAI beteiligt.
Von 1989 bis 1992 war sie Botschafterin in Kamerun und im Tschad.
Als Ambassador-at-Large für das Gebiet der Großen Seen in Afrika, saß sie der Group of Friends of the Great Lakes einer Gruppe aus 28 Regierungen und internationalen Organisationen, am 17. Februar 2005 in Kigali bei der International Conference on Peace, Stability and Development in the Great Lakes Region vor.
Von 1996 bis 1999 war Leahy mit Sitz in Moskau auch bei den Regierungen in Taschkent, Jerewan und Kiew akkreditiert.
Von 1999 bis 2000 lehrte sie an der York University über „The Aftermath of the Collapse of Communism in Europe“. Von 1992 bis 1993 leitete Leahy im kanadischen Außenministerium die Abteilung Politik.
2000 bis 2002 koordinierte sie den World Youth Day 2002 die teilnehmerreichste Jugendveranstaltung in Kanada, bei welcher sich Jugendliche mit Johannes Paul II. in Toronto trafen. Im November 2002 gründete Leahy das Institut d’études internationales de Montréal in der Université du Québec à Montréal.